# Тайфур Бінгель
Тайфур Бінгель (тур. Tayfur Bingöl, нар. 11 січня 1993, Анкара) — турецький футболіст, півзахисник клубу «Еюпспор» та молодіжної збірної Туреччини.
Виступав також за «Бешикташ».
Володар Кубка Туреччини.

## Клубна кар'єра
Народився 11 січня 1993 року в місті Анкара. Вихованець юнацьких команд футбольних клубів «Генчлербірлігі», «Хасеттепе» та «Генчлербірлігі».
У дорослому футболі дебютував 2011 року виступами за команду «Хасеттепе», в якій провів один сезон, взявши участь у 31 матчі чемпіонату. 
Згодом з 2012 по 2022 рік грав у складі команд «Генчлербірлігі», «Хасеттепе», «Бандирмаспор», «Адана Демірспор», «Аланьяспор», «Гезтепе», «Аланьяспор», «Бурсаспор» та «Аланьяспор».
Своєю грою за останню команду привернув увагу представників тренерського штабу клубу «Бешикташ», до складу якого приєднався на умовах оренди 2022 року. Відіграв за стамбульську команду наступний сезон своєї ігрової кар'єри. Більшість часу, проведеного у складі «Бешикташа», був основним гравцем команди.
Протягом 2023 року знову захищав кольори клубу «Аланьяспор».
У 2023 році повернувся до клубу «Бешикташ». Цього разу провів у складі його команди один сезон. 
До складу клубу «Еюпспор» приєднався 2024 року. Станом на 3 липня 2025 року відіграв за стамбульську команду 29 матчів в національному чемпіонаті.

## Виступи за збірні
У 2012 році дебютував у складі юнацької збірної Туреччини (U-20), загалом на юнацькому рівні взяв участь у 3 іграх.
У 2012 році залучався до складу молодіжної збірної Туреччини. На молодіжному рівні зіграв в одному офіційному матчі.

## Титули і досягнення
- Володар Кубка Туреччини (1):

«Бешикташ»: 2023-2024